# Distrito electoral local 9 de la Ciudad de México
El IX Distrito Electoral Local de Ciudad de México es uno de los 33 distritos electorales locales en los que se encuentra dividido el territorio de Ciudad de México. Su cabecera es la alcaldía Cuauhtémoc.

## Ubicación
Abarca el sector norte y centro de Cuauhtémoc. Limita al norte con el distrito II de Gustavo A. Madero, al oeste con el distrito V en Azcapotzalco, al sur con el distrito XII de Cuauhtémoc y al este con el distrito X de Venustiano Carranza.

## Congreso de la Ciudad de México (desde 2018)
| Diputado                     | Grupo parlamentario | Legislatura | Periodo     |
| ---------------------------- | ------------------- | ----------- | ----------- |
| Temístocles Villanueva Ramos |                     | I           | 2018 - 2021 |
| Silvia Sánchez Barrios       |                     | II          | 2021 - 2024 |
| Ivon Sánchez Chávez          |                     | III         | 2018 - 2021 |

## Resultados electorales

### 2021
|  | 43.1543 % |

|  | 37.4485 % |

|  | 2.8171 % |

|  | 1.3532 % |

|  | 2.7243 % |

|  | 0.8476 % |

|  | 0.6310 % |

|  | 2.6616 % |

|  | 1.2807 % |

|  | 0.3562 % |

|  | 3.3147 % |

|  | 100.00 % |